# Hertha Töpper
Hertha Mixa-Töpper (* 19. April 1924 in Graz; † 28. März 2020 in München) war eine österreichische Opern- und Oratoriensängerin. Die Kammersängerin
hat in den 1950er und 1960er Jahren eine große gesangliche Vielseitigkeit gezeigt und als Altistin und Mezzosopranistin u. a. häufig mit Ferenc Fricsay zusammengearbeitet (Le nozze di Figaro, Oedipus Rex, Große Messe in c-Moll).

## Leben
Hertha Töpper, in der Steiermark geborene Tochter des Musiklehrers Rudolf Töpper und dessen Ehefrau Josefine Töpper, geborene Ibounig, studierte noch vor dem bestandenen Abitur Gesang an der Opernschule des Landeskonservatoriums ihrer Heimatstadt Graz. Sie debütierte 1945 als Altistin am Grazer Opernhaus als Ulrica. Die ersten Bayreuther Festspiele nach dem Zweiten Weltkrieg im Jahre 1951 engagierten sie für Wagners Ring-Zyklus. Weitere Einladungen folgten. Im gleichen Jahr debütierte sie als Octavian im Rosenkavalier von Richard Strauss an der Bayerischen Staatsoper München und löste wahre Begeisterungsstürme aus. Ein Jahr später wurde Töpper festes Ensemblemitglied an der Bayerischen Staatsoper, wo sie an der Uraufführung (11. August 1957) von Paul Hindemiths Oper Die Harmonie der Welt mitwirkte.
Töpper war national wie international insbesondere als Dorabella, Fricka, Brangäne, Octavian, Judith, Carmen gefragt. Sie gastierte an allen großen Opernhäusern dieser Welt, so in Berlin, Dresden, London, Wien, Mailand, Brüssel, Amsterdam, Rom, Zürich, Tokio, Osaka, San Francisco und Buenos Aires. Höhepunkte ihrer Laufbahn waren ihre Engagements bei den Salzburger Festspielen sowie an der Metropolitan Opera in New York.
Neben ihrer Opernlaufbahn verschaffte sie sich auch als Lied-, Oratorien- und Konzertsängerin legendären Ruf. Vor allem als Bach-Interpretin (mit Karl Richter) setzte sie hohe Maßstäbe. Bach-Tourneen führten sie nach Italien, USA, Finnland, Schweiz, UdSSR und Japan. Als Auszeichnung und Würdigung ihres künstlerischen Wirkens wurde ihr 1955 der Titel einer Bayerischen Kammersängerin verliehen.
Töppers damaliger Ruhm beruhte sowohl auf einer zuverlässigen, sehr anpassungsfähigen Gesangstechnik als auch auf einem markanten, iberisch anmutenden Gesicht und einer selbstsicheren, charismatischen Bühnenerscheinung, wobei ihre Vorzüge „in starkem Ausdruck und in geschmackvoller Phrasierung, weniger im Stimmumfang lagen“ (Herrmann/Hollaender 2007, S. 84). In ihrer beruflichen Beziehung zu Fricsay und Richter war Töpper gewissermaßen der tiefe Gegenpart zu Maria Stader.
Sie war katholisch und heiratete 1949 den Musikwissenschaftler und Komponisten Franz Mixa (1902–1994). Von 1971 bis 1981 war sie Professorin für Gesang an der Münchner Musikhochschule (heute Hochschule für Musik und Theater München). Schüler und Schülerinnen von ihr waren: Ulrike Buchs-Quante, Camilla Ueberschaer, Elisabeth von Magnus und Brenda Mitchell.
Hertha Töpper starb am 28. März 2020 im Alter von 95 Jahren in München und wurde im Waldfriedhof Solln beigesetzt.

## Ehrungen und Auszeichnungen
- 1962: Bayerischer Verdienstorden
- 1963: Richard-Wagner-Gedenkmedaille
- 1965: Förderungspreis des Kulturellen Ehrenpreises der Stadt München
- 1985: Verdienstkreuz Erster Klasse des Verdienstordens der Bundesrepublik Deutschland
- 1988: Großes Goldenes Ehrenkreuz des Landes Steiermark
- 1995: Bayerischer Maximiliansorden für Wissenschaft und Kunst
- 2009: Meistersinger-Medaille der Bayerischen Staatsoper